# Крис Тауб
Кристофър Майкъл „Крис“ Тауб, Доктор по медицина, (на английски: Christopher Michael "Chris" Taub, M.D.) е измислен персонаж от медицинската драма „Хаус“. Ролята се изпълнява от Питър Джейкъбсън. В българския дублаж Чейс се озвучава от Силви Стоицов.